# Jack Nicholson
John Joseph »Jack« Nicholson, ameriški filmski igralec, * 22. april 1937, New York, New York, Združene države Amerike.
Nicholsonova prva opaznejša vloga je bila v filmu Goli v sedlu (Easy rider) režiserja Dennisa Hopperja, v katerem je zaigral vlogo Georgea Hansona, alkoholičnega odvetnika in zanjo prejel nominacijo za oskarja. Od takrat je bil za oskarja nominiran še enajstkrat in ga prejel trikrat: za najboljšo glavno vlogo v filmih Let nad kukavičjim gnezdom in Bolje ne bo nikoli ter najboljšo stransko vlogo v filmu Čas nežnosti (Terms of Endearment). Znan je predvsem po vlogah temačnih, nevrotičnih likov, kakršen je recimo Joker v filmu o Batmanu iz leta 1989.

## Življenje
Nicholson je sin barske plesalke June Frances Nicholson; očeta ni poznal, saj ga je mati hotela vzgajati brez njega, možno pa je tudi, da ni zares vedela, kdo je pravi oče. Odraščal je v prepričanju, da sta njegova stara starša, pri katerih je živel kot otrok, njegova mati in oče, njegova mati pa da je njegova sestra; resnico je izvedel šele po smrti starih staršev leta 1974 od novinarja revije TIME, ki je delal prispevek o njem.
Že zgodaj je želel postati igralec, zato je po srednji šoli odšel v Hollywood, kjer je delal pri dvojcu Hanna & Barbera. Kmalu se je preskusil tudi kot igralec, v nizkoproračunskih filmih Rogerja Cormana in Monteja Hellmana, vendar brez vidnejšega uspeha, zato je že mislil, da bo ostal režiser in scenarist. Po preboju v Goli v sedlu je šla njegova kariera strmo navzgor. Poleg Michaela Cainea je edini igralec, ki je bil nominiran za oskarja v petih zaporednih desetletjih in ima največ nominacij (12) med igralci.
V zasebnem življenju je velik oboževalec košarke, predvsem moštva Los Angeles Lakers, in zbiratelj del sodobnih slikarjev.

## Filmografija
| Leto | Film                                                                      | Vloga                               | Opombe |
| ---- | ------------------------------------------------------------------------- | ----------------------------------- | --- |
| 1958 | The Cry Baby Killer                                                       | Jimmy Wallace                       | |
| 1960 | Too Soon to Love                                                          | Buddy                               | |
| 1960 | The Wild Ride                                                             | Johnny Varron                       | |
| 1960 | Mala prodajalna grozot (The Little Shop of Horrors)                       | Wilbur Force                        | |
| 1960 | Studs Lonigan                                                             | Weary Reilly                        | |
| 1962 | The Broken Land                                                           | Will Brocious                       | |
| 1963 | The Terror                                                                | francoski vojak                     | nepodpisan - režiser |
| 1963 | The Raven                                                                 | Rexford Bedlo                       | |
| 1964 | Flight to Fury                                                            | Jay Wickham                         | |
| 1964 | Ensign Pulver                                                             | Dolan                               | |
| 1964 | Back Door to Hell                                                         | Burnett                             | |
| 1965 | Ride in the Whirlwind                                                     | Wes                                 | |
| 1966 | The Shooting                                                              | Billy Spear                         | |
| 1967 | The St. Valentine's Day Massacre                                          | Gino, morilec                       | nepodpisan |
| 1967 | Hells Angels on Wheels                                                    | Pesnik                              | |
| 1968 | Psych-Out                                                                 | Stoney                              | |
| 1969 | Goli v sedlu (Easy Rider)                                                 | George Hanson                       | Nominacija - oskar za najboljšega stranskega igralca Nominacija - nagrada BAFTE za najboljšega stranskega igralca Nominacija - zlati globus za najboljšega stranskega igralca |
| 1970 | Na jasen dan se vidi neskončno daleč (On a Clear Day You Can See Forever) | Tad Pringle                         | |
| 1970 | The Rebel Rousers                                                         | Bunny                               | |
| 1970 | Five Easy Pieces                                                          | Robert Eroica Dupea                 | Nominacija - oskar za najboljšega igralca Nominacija - zlati globus za najboljšega igralca                                                                                    |
| 1971 | Meseno spoznanje (Carnal Knowledge)                                       | Jonathan Fuerst                     | Nominacija - zlati globus za najboljšega igralca |
| 1971 | A Safe Place                                                              | Mitch                               | |
| 1971 | Drive, He Said                                                            |                                     | Režiser |
| 1972 | The King of Marvin Gardens                                                | David Staebler                      | |
| 1973 | The Last Detail                                                           | Billy »Bad Ass« Buddusky            | Nagrada BAFTE za najboljšega igralca Nominacija - oskar za najboljšega igralca Nominacija - zlati globus za najboljšega igralca                                               |
| 1974 | Kitajska četrt (Chinatown)                                                | J.J. »Jake« Gittes                  | Nagrada BAFTE za najboljšega igralca zlati globus za najboljšega igralca Nominacija - oskar za najboljšega igralca                                                            |
| 1975 | The Fortune                                                               | Oscar Sullivan aka Oscar Dix        | |
| 1975 | Let nad kukavičjim gnezdom (One Flew Over the Cuckoo's Nest)              | Randle Patrick McMurphy             | oskar za najboljšega igralca Nagrada BAFTE za najboljšega igralca zlati globus za najboljšega igralca                                                                         |
| 1975 | Poklic: Reporter (The Passenger)                                          | David Locke                         | |
| 1975 | Tommy                                                                     | The Specialist                      | |
| 1976 | The Missouri Breaks                                                       | Tom Logan                           | |
| 1976 | The Last Tycoon                                                           | Brimmer                             | |
| 1978 | Goin' South                                                               | Henry Lloyd Moon                    | Tudi režiser |
| 1980 | Izžarevanje (The Shining)                                                 | Jack Torrance                       | |
| 1981 | Poštar vedno zvoni dvakrat (The Postman Always Rings Twice)               | Frank Chambers                      | |
| 1981 | Ragtime                                                                   | Pirat na plaži                      | nepodpisan |
| 1981 | Reds                                                                      | Eugene O'Neill                      | Nagrada BAFTE za najboljšega stranskega igralca Nominacija - oskar za najboljšega stranskega igralca Nominacija - zlati globus za najboljšega stranskega igralca              |
| 1982 | The Border                                                                | Charlie Smith                       | |
| 1983 | Čas nežnosti (Terms of Endearment)                                        | Garrett Breedlove                   | oskar za najboljšega stranskega igralca zlati globus za najboljšega stranskega igralca                                                                                        |
| 1985 | Čast Prizzijevih (Prizzi's Honor)                                         | Charley Partanna                    | Nominacija - oskar za najboljšega igralca zlati globus za najboljšega igralca                                                                                                 |
| 1986 | Ko boli srce (Heartburn)                                                  | Mark Forman                         | |
| 1987 | Čarovnice iz Eastwicka (The Witches of Eastwick)                          | Daryl Van Horne                     | |
| 1987 | Broadcast News                                                            | Bill Rorich                         | |
| 1987 | Železni plevel (Ironweed)                                                 | Francis Phelan                      | Nominacija - oskar za najboljšega igralca Nominacija - zlati globus za najboljšega igralca                                                                                    |
| 1989 | Batman                                                                    | Joker / Jack Napier                 | Nominacija - nagrada BAFTE za najboljšega stranskega igralca Nominacija - zlati globus za najboljšega igralca                                                                 |
| 1990 | Dva Jakea (The Two Jakes)                                                 | J.J. »Jake« Gittes                  | Tudi režiser |
| 1992 | Man Trouble                                                               | Eugene Earl Axline, aka Harry Bliss | |
| 1992 | Zadnji dobri možje (A Few Good Men)                                       | Col. Nathan R. Jessep               | Nominacija - oskar za najboljšega stranskega igralca Nominacija - zlati globus za najboljšega stranskega igralca                                                              |
| 1992 | Hoffa                                                                     | James R. »Jimmy« Hoffa              | Nominacija - zlati globus za najboljšega igralca |
| 1994 | Volk (Wolf)                                                               | Will Randall                        | |
| 1995 | The Crossing Guard                                                        | Freddy Gale                         | |
| 1996 | Blood and Wine                                                            | Alex Gates                          | |
| 1996 | The Evening Star                                                          | Garrett Breedlove                   | |
| 1996 | Mars napada! (Mars Attacks!)                                              | Predsednik James Dale / Art Land    | |
| 1997 | Bolje ne bo nikoli (As Good as it Gets)                                   | Melvin Udall                        | oskar za najboljšega igralca zlati globus za najboljšega igralca |
| 2001 | Zaobljuba (The Pledge)                                                    | Jerry Black                         | |
| 2002 | Gospod Schmidt (About Schmidt)                                            | Warren R. Schmidt                   | Nominacija - oskar za najboljšega igralca Nominacija - nagrada BAFTE za najboljšega igralca zlati globus za najboljšega igralca                                               |
| 2003 | Bes pod kontrolo (Anger Management)                                       | Dr. Buddy Rydell                    | |
| 2003 | Ljubezen je lušna stvar (Something's Gotta Give)                          | Harry Sanborn                       | Nominacija - zlati globus za najboljšega igralca |
| 2006 | Dvojna igra (The Departed)                                                | Francis »Frank« Costello            | Nominacija - nagrada BAFTE za najboljšega stranskega igralca Nominacija - zlati globus za najboljšega stranskega igralca                                                      |
| 2007 | Preden se stegneva (The Bucket List)                                      | Edward Cole                         | |
| 2010 | How Do You Know                                                           | Charles                             | |
| 2011 | Americana                                                                 | Edgar Johnson                       | |